# 犯罪行為
犯罪行為（拉丁語：actus reus；英語發音：/ˈæktəs ˈreɪəs/，或稱危害行为）是普通法刑法学的一個概念，乃構成犯罪的要素之一。
普通法的犯罪是由「犯罪意識」（mens rea）加上「犯罪行為」（actus reus）所構成，所謂的犯罪行為即是指構成犯罪的行為，例如謀殺罪的犯罪行為就是杀人。如果一個人僅有犯罪意識，而沒有外在的犯罪行為，是不能被刑法所處罰的；而此兩者也必需同時存在，不能夠以事前或事後的犯意來指控犯罪，稱為「共時性」。

## 外部連結
- Stanford Encyclopedia of Philosophy entry on Theories of Criminal Law （页面存档备份，存于）